# Марціянове (Коноплянська сільська громада)
Марціяно́ве — село Коноплянської сільської громади в Березівському районі Одеської області в Україні. Населення становить 42 осіб.

## Населення
Згідно з переписом 1989 року населення села становило 69 осіб, з яких 32 чоловіки та 37 жінок.
За переписом населення 2001 року в селі мешкали 42 особи.

### Мова
Розподіл населення за рідною мовою за даними перепису 2001 року:
| Мова       | Відсоток |
| ---------- | -------- |
| українська | 85,71 %  |
| російська  | 11,9 %   |
| молдовська | 2,38 %   |